# 물병자리 파이
물병자리 파이 혹은 세아트는 물병자리에 있는 항성이다.
물병자리 피는 분광형 B의 청색 주계열성으로 겉보기 등급은 4.66이다. 지구로부터는 약 1100광년 떨어져 있다. 카시오페이아자리 감마 변광성으로 분류되며 밝기는 4.42에서 4.70까지 변한다.

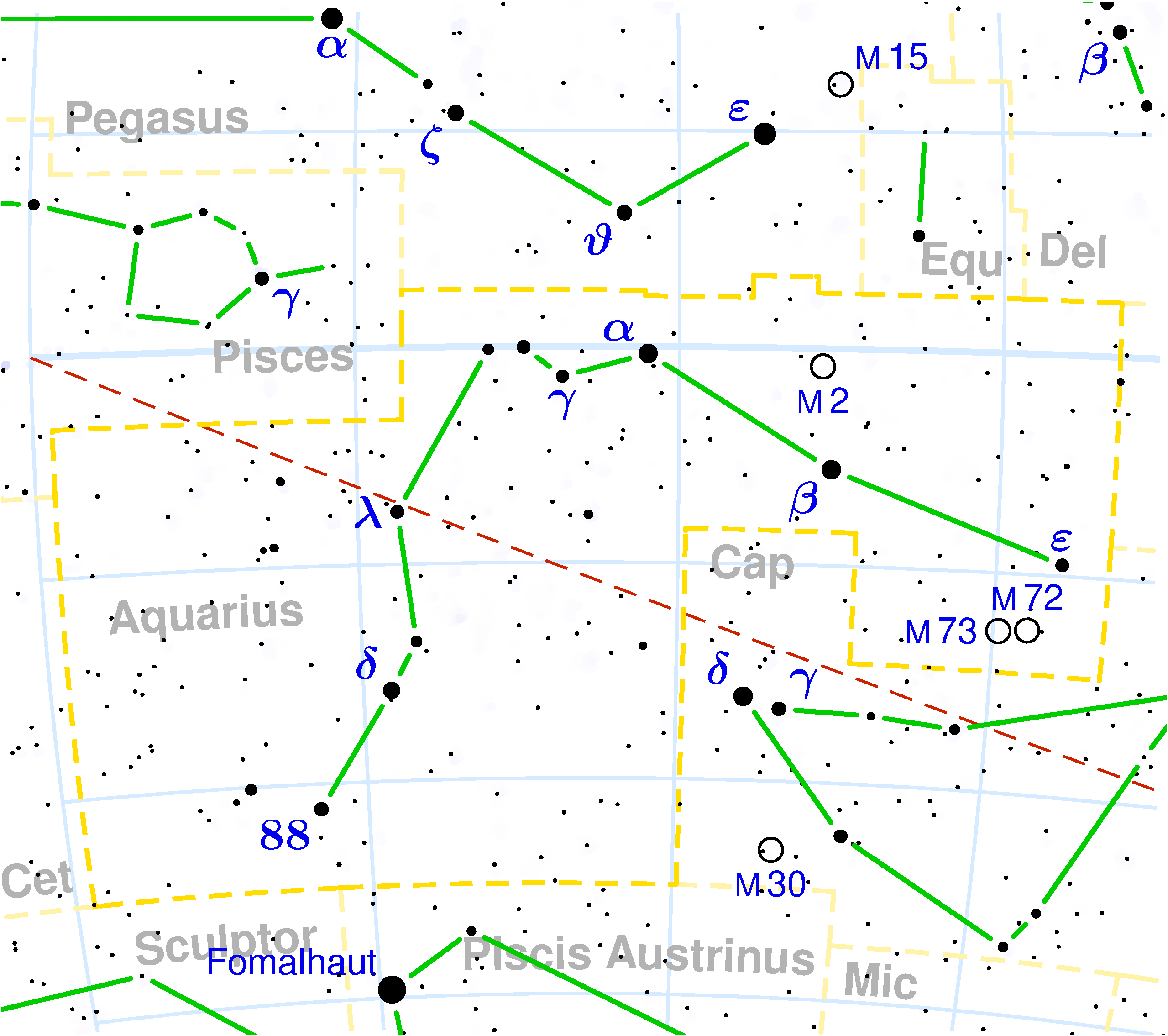
물병자리의 그림.

## 참고 문헌
- HR 8539 보관됨 2005-09-21 - 웨이백 머신
- Image Pi Aquarii